# Gravity Research Foundation

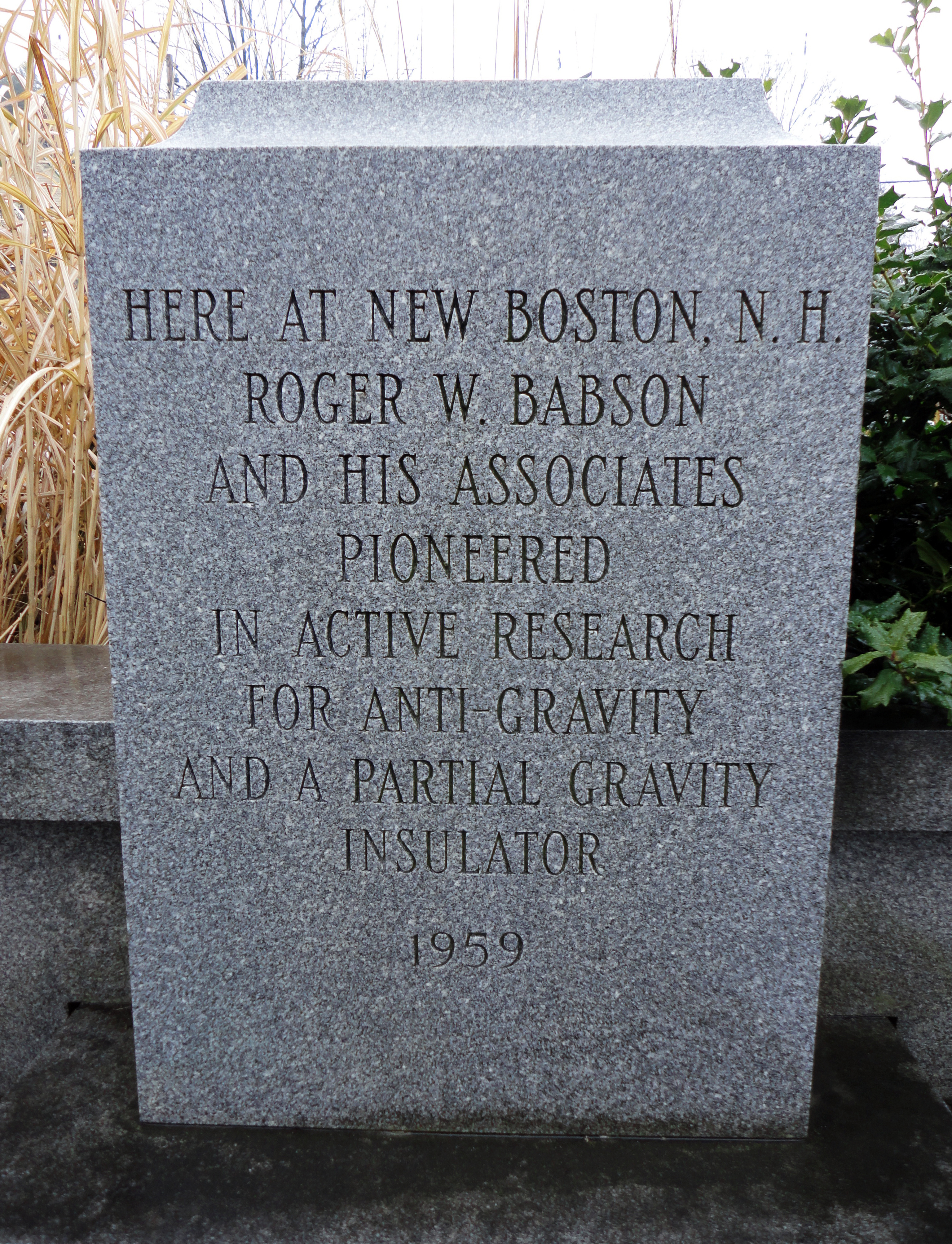
Gedenkstein für Babson in New Boston, New Hampshire

Die Gravity Research Foundation ist eine Stiftung, die 1948 vom Geschäftsmann Roger Babson in New Boston, New Hampshire, USA, gegründet wurde, um Wege zur Abschirmung der Gravitation zu finden. Mit der Zeit verschob sich der Schwerpunkt der Stiftung von der Suche nach Möglichkeiten, Gravitation abzuschirmen, zu Ansätzen für ein verbessertes Verständnis der Gravitation. Sie veranstaltet jährlich einen Wettbewerb, bei dem Aufsätze von Wissenschaftlern zu gravitationsbezogenen Themen ausgezeichnet werden, die „Awards for Essays on Gravitation“. Der jährliche Essaypreis hat angesehene Forscher angezogen. Den ersten Preis erhielten u. a. Bryce DeWitt (1953), Stephen Hawking (1971), Roger Penrose (1975), Abhay Vasant Ashtekar (1977), Robert Brout (1978), Jacob Bekenstein (1981), Lawrence Krauss (1984, 2014), Lee Smolin (1986), George Smoot (1993), Alexander Markowitsch Poljakow (1994), Erick Weinberg (2000), Claus Kiefer (2012), Frank Wilczek (2014, 2020), Gerard 't Hooft (2015). Preisträger im Jahr 2023 war Maciej Dunajski, University of Cambridge, für seinen Beitrag „Equivalence principle, de-Sitter space, and cosmological twistors“. Weitere bemerkenswerte Preisträger sind u. a. Sidney Coleman, Martin Perl, Julian Schwinger, Dennis Sciama, John Archibald Wheeler. Die Beiträge der Preisträger werden in einer Sonderausgabe des  International Journal of Modern Physics D (IJMPD) veröffentlicht.